# Carphodactylidae
Carphodactylidae is een familie van hagedissen die behoort tot de infraorde gekko's (Gekkota). De groep werd voor het eerst wetenschappelijk beschreven door Arnold Girard Kluge in 1987.
In een vroegere indeling werd de familie als een onderfamilie van de familie gekko's (Gekkonidae) gezien, maar tegenwoordig wordt de groep als een aparte familie erkend. Er zijn 32 soorten in 7 geslachten, drie geslachten zijn monotypisch en worden slechts vertegenwoordigd door een enkele soort.

## Uiterlijke kenmerken
De gekko's blijven klein tot middelgroot en hebben onopvallende kleuren. Vrijwel alle soorten hebben een bijzondere staartvorm, zoals een zeer korte en dikke staart zoals voorkomt bij de vertegenwoordigers van de knopstaartgekko's of juist een zeer platte en brede staart die lijkt op een dun blad zoals de soorten uit het geslacht Phyllurus.

## Verspreiding en habitat
Alle soorten komen endemisch voor in delen van Australië, ze komen verspreid over het gehele land voor maar sommige geslachten zijn alleen in een deel van Australië te vinden. De habitat bestaat voornamelijk uit vochtige tropische en subtropische laaglandbossen en rotsige omgevingen.

## Beschermingsstatus
Door de internationale natuurbeschermingsorganisatie IUCN is aan 31 soorten een beschermingsstatus toegewezen. Van de soorten worden er 29 beschouwd als 'veilig' (Least Concern of LC), drie soorten als 'gevoelig' (Near Threatened of NT) en twee soorten als 'kwetsbaar' (Vulnerable of VU). Twee soorten worden gezien als 'bedreigd' (Endangered of EN) en twee soorten staan te boek als 'ernstig bedreigd' (Critically Endangered of CR).

## Geslachten
Onderstaand een lijst van geslachten van de familie Carphodactylidae, met de auteur en het verspreidingsgebied.
| Naam                          | Auteur                                  | Soorten | Verspreidingsgebied                                                                                       |
| ----------------------------- | --------------------------------------- | ------- | --- |
| Carphodactylus                | Günther, 1897                           | 1       | Australië (Queensland)                                                                                    |
| Knopstaartgekko's (Nephrurus) | Günther, 1876                           | 10      | Australië (New South Wales, Noordelijk Territorium, Queensland, West-Australië, Zuid-Australië)           |
| Orraya                        | Couper, Covacevich & Moritz, 1993, 1993 | 1       | Australië (Queensland)                                                                                    |
| Phyllurus                     | Goldfuss, 1820                          | 10      | Australië (Queensland, New South Wales)                                                                   |
| Saltuarius                    | Couper, Covacevich & Moritz, 1993       | 7       | Australië (Queensland, New South Wales)                                                                   |
| Underwoodisaurus              | Wermuth, 1965                           | 2       | Australië (New South Wales, Noordelijk Territorium, Queensland, Victoria, West-Australië, Zuid-Australië) |
| Uvidicolus                    | Ogilby, 1892                            | 1       | Australië (New South Wales, Queensland)                                                                   |